# Muraenolepis
Muraenolepis – rodzaj morskich ryb z rodziny Muraenolepididae.

## Klasyfikacja
Gatunki zaliczane do tego rodzaju:
- Muraenolepis andriashevi
- Muraenolepis evseenkoi
- Muraenolepis kuderskii
- Muraenolepis marmorata
- Muraenolepis orangiensis
- Muraenolepis pacifica
- Muraenolepis trunovi